# Rhonda Vincent
Rhonda Lea Vincent, née le 13 juillet 1962, est une chanteuse et multi-instrumentiste américaine, auteur-compositeur américaine de musique bluegrass.
La carrière musicale de Vincent a commencé dès son enfance au sein du groupe familial The Sally Mountain Show et s’étend sur plus de quatre décennies. Rhonda Vincent a d’abord connu le succès dans le genre bluegrass dans les années 1970 et 1980, gagnant le respect de ses pairs, principalement masculins, pour sa maîtrise des structures d’accords progressifs et sa voix couvrant plusieurs octaves et au rythme rapide inhérent à la musique bluegrass. Elle est régulièrement invitée par d’autres artistes de bluegrass et de musique country pour participer à des enregistrements : Dolly Parton, Alan Jackson, Tanya Tucker et Joe Diffie notamment.
Rhonda Vincent est nommée sept fois aux Grammy Awards et remporte le prix du meilleur album bluegrass en 2017.

## Premières années
Rhonda Vincent est née à Kirksville, dans le Missouri, le 13 juillet 1962 et a grandi à Greentop dans le même état des États-Unis. Elle est l’aînée de trois enfants et la fille unique de Johnny et Carolyn Vincent. Son frère Darrin est membre du groupe de bluegrass primé aux Grammy Awards Dailey & Vincent. Son plus jeune frère, Brian, a joué avec le groupe familial pendant de nombreuses années, mais ne travaille plus en tant que musicien professionnel[réf. nécessaire]. Il s’agit de la cinquième génération de musiciens dans cette famille.
Rhonda Vincent commence à chanter des chansons de gospel à l’âge de cinq ans avec le groupe de sa famille qui prit plus tard le nom de "Sally Mountain Show". Son père lui achète une caisse claire pour son sixième anniversaire et, à huit ans, elle commence à jouer de la mandoline. Elle excelle rapidement et commence à prendre des cours de guitare à dix ans. Elle ajoute ensuite le violon à sa liste d’instruments. Dans une entretien avec le magazine Ingrams, elle déclare : "Papa venait me chercher après l’école et mon grand-père venait nous voir et nous jouions jusqu’à après le dîner presque tous les soirs. Il n’y avait pas grand-chose à faire à Greentop, mais c’était toujours chez les Vincent". Rhonda Vincent enregistre son premier single, une version de "Mule Skinner Blues", en 1970. La famille, y compris les frères plus jeunes quand ils furent assez âgés pour jouer d’un instrument, a beaucoup voyagé et s’est produite à travers le Midwest dans les années 1970 et au début des années 1980. Hormis un séjour au Texas pendant une courte période en 1974 et deux étés (1977-1978) passés à travailler comme musiciens à Silver Dollar City, à Branson, dans le Missouri, la famille Vincent reste installée à Greentop. Les enfants de la famille Vincent fréquentent tous les écoles du comté de Schuyler et, après le lycée, Rhonda Vincent rejoint l'université du Nord-Est de l'État du Missouri, où elle se spécialise en comptabilité[réf. nécessaire].

## Carrière solo
En 1985, elle participe à la série télévisée You Can Be a Star dans la version originale de The Nashville Network. Même si Vincent se produit régulièrement au Sally Mountain Show, elle sort son premier album solo New Dreams and Sunshine en 1988. Après avoir remporté le concours, elle signe un contrat d’enregistrement ; sa première performance professionnelle a été avec le chanteur de country et star du Grand Ole Opry Jim Ed Brown. Dans les années 1990, Vincent se lance dans la musique country traditionnelle avec deux albums publiés par le label Giant Records qui ne rencontrent pas leur public.

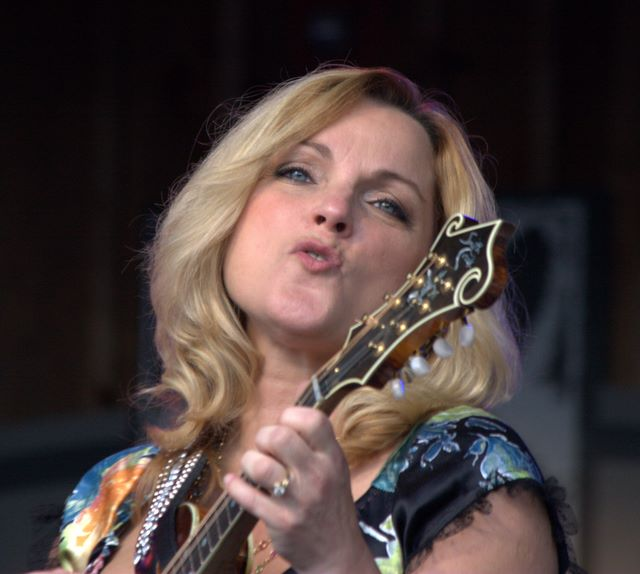
Rhonda Vincent sur scène en 2010.

Avec la sortie de son album Back Home Again, en 2000, Rhonda Vincent revient au bluegrass. L’Association internationale de musique bluegrass (International Bluegrass Music Association, IBMA) lui décerne le prix de la meilleure chanteuse de l’année pour les années 2000 à 2006, ainsi que l’artiste IBMA de l'année en 2001. La Société pour la préservation de la musique bluegrass en Amérique ( Society for Preservation of Bluegrass Music in America, SPBGMA) la désigne artiste de l’année de 2002 à 2006. Elle se produit également avec son groupe Rhonda Vincent & the Rage.
Le 19 février 2010, elle quitte Rounder Records après dix ans de collaboration avec ce label. Elle sort "Taken", son premier album sur son propre label, Upper Management Music, le 21 septembre 2010. L'album, qui contient des morceaux avec des invités tels que ses amis Dolly Parton, Richard Marx et Little Roy Lewis, entre numéro 1 au classement du Top Bluegrass Albums.
Le 7 juin 2011, Rhonda Vincent réalise un album en duo avec la légende de la musique country Gene Watson qui paraît sur son label Upper Management : Your Money and My Good Looks. L’album entre dans le classement des ventes d'albums américains en 71e place des albums de country.
Le 10 juillet 2012 sort l'album Sunday Mornin ’Singin’ aux accents de gospel ancien.
Le 1er avril 2017, son duo avec un autre chanteur country, Richard Lynch, figure sur l'album de ce dernier, "Mending Fences".
Lors d’une apparition au Grand Ole Opry le 27 avril 2017, elle annonce qu’elle a passé les mois précédents à enregistrer un album en duo avec Daryle Singletary, pour lequel elle dévoile des détails supplémentaires durant la semaine de la Country Music Association. Elle a présenté alors Daryle Singletary avant qu'ils n'interprètent deux chansons : "Golden Ring" et une chanson originale intitulée "We Could Be One".

### DVD de gospel
En 2011, dans une entretien accordée à la chaîne de télévision KTVO, elle annonce qu’elle venait d'enregistrer avec son groupe, en direct dans une église de sa ville natale de Greentop, un DVD de gospel. Le DVD devait sortir en 2012.

### Tournée
En 2008, son groupe se produit au Centennial Hall de London en Ontario au Canada, lors d’un concert organisé par la Thames Valley Bluegrass Association.

### Vie privée
Rhonda Vincent a épousé Herb Sandker la veille de Noël en 1983. Il aurait peut-être été plus pratique de s'installer à Nashville, mais elle choisit de rester proche de ses racines dans le Missouri : « Mon mari et moi avons pris la décision très tôt. J’ai adoré être dans ma région d’origine. Mes parents sont là, nos parents sont là. Nous voulions y élever nos enfants. Alors j’ai pris la décision de faire la allers-retours ». Entre la fin des années 1990 et le début des années 2000, Vincent et Sandker furent propriétaires d'un restaurant, le "Bogies", que dirigeait Sandker à Kirksville dans le Missouri.
Sally, la fille aînée de Vincent, a épousé le violoniste de sa mère, Hunter Berry, à Greentop, en 2010. Sa plus jeune fille, Tensel, a épousé le joueur de dobro de sa mère, Brent Burke, en 2013. Sally et Tensel ont joué avec leur mère avant de créer leur propre groupe avec leur mari, Next Best Thing.
Depuis 1987, Rhonda et toute la famille Vincent organisent un grand festival annuel de bluegrass, le Sally Mountain Bluegrass, sur des terres situées à l’ouest de Queen City dans le Missouri. Il est traditionnellement organisé autour du 4 juillet, fête nationale américaine, et attire des amateurs de musique des États-Unis et du monde entier.

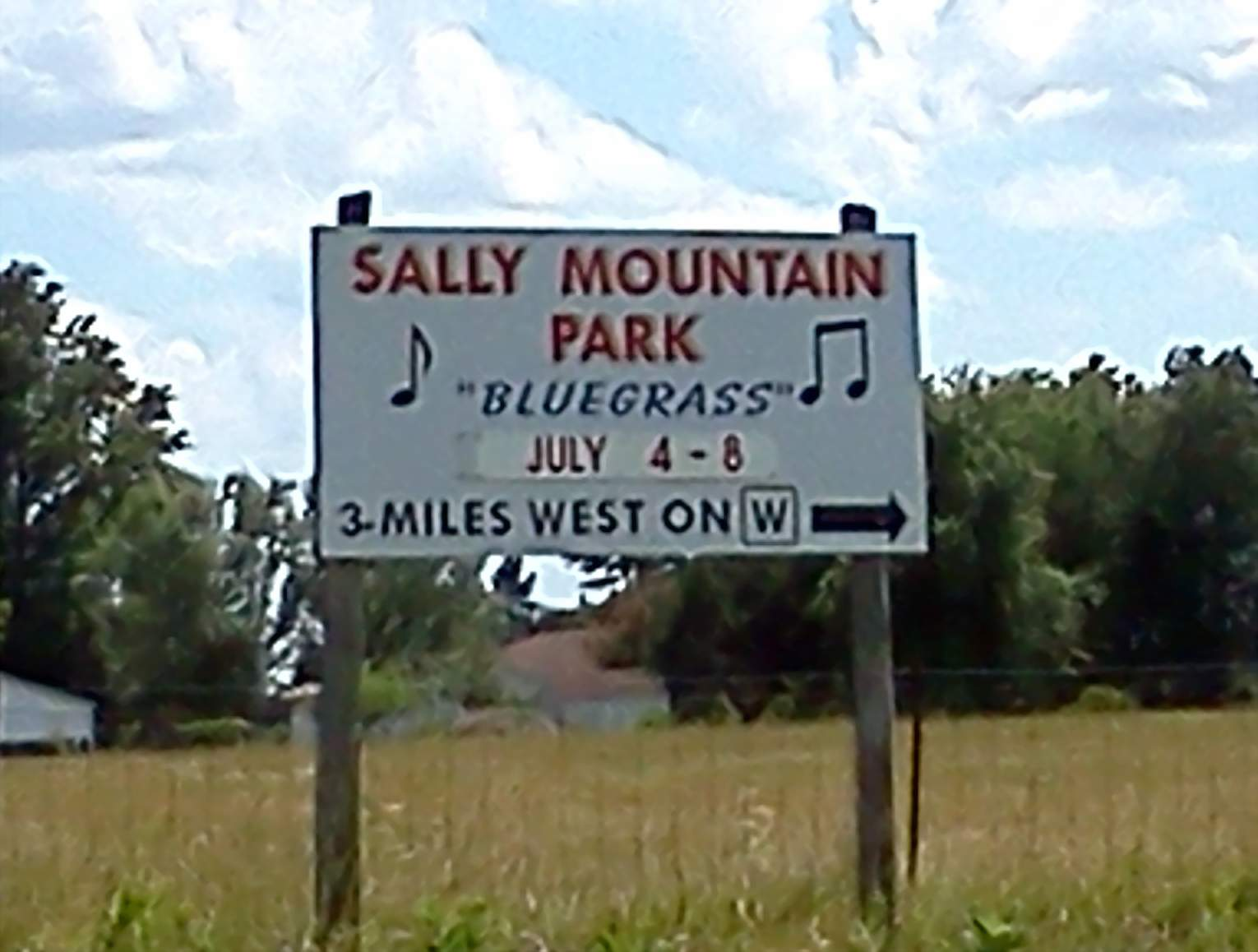
Un panneau routier à Queen City, dans le Missouri, dirigeant les participants au festival annuel de Sally Mountain Bluegrass

## Discographie

### Albums studio

#### Années 1990
| Titre                 | Détails                                                                                        |
| --------------------- | ---------------------------------------------------------------------------------------------- |
| A Dream Come True     | - Date de sortie: 1990 - Label: Rebel Records - Formats: CD, cassette                          |
| Bound for Gloryland   | - Date de sortie: 1991 - Label: Rebel Records - Formats: CD, cassette                          |
| New Dreams & Sunshine | - Date de sortie: 1991 - Label: Rebel Records - Formats: CD, cassette                          |
| Timeless & True Love  | - Date de sortie: 1991 - Label: Rebel Records - Formats: CD, cassette                          |
| Written in the Stars  | - Date de publication: le 26 octobre 1993 - Label: Giant Nashville - Formats: CD, cassette     |
| Trouble               | - Date de publication: le 6 février 1996 - Label: Warner Bros. Records - Formats: CD, cassette |

#### Années 2000
| Titre                                                       | Détails                                                                                                | ’Meilleure position dans les classements au Billboard | ’Meilleure position dans les classements au Billboard | ’Meilleure position dans les classements au Billboard |
| Titre                                                       | Détails                                                                                                | Bluegrass                                             | Country                                               | Heatseeker                                            |
| ----------------------------------------------------------- | --- | ----------------------------------------------------- | ----------------------------------------------------- | ----------------------------------------------------- |
| Back Home Again                                             | - Date de publication: le 11 janvier 2000 - Label: Rounder Records - Formats: CD, cassette             | -                                                     | -                                                     | -                                                     |
| The Storm Still Rages                                       | - Date de publication: le 5 juin 2001 - Label: Rounder Records - Formats: CD, cassette                 | 9                                                     | 59                                                    | -                                                     |
| One Step Ahead                                              | - Date de publication: le 29 avril 2003 - Label: Rounder Records - Formats: CD, cassette               | 2                                                     | 30                                                    | 19                                                    |
| Ragin 'Live                                                 | - Date de publication: le 8 mars 2005 - Label: Rounder Records - Formats: CD, musique à télécharger    | 2                                                     | 55                                                    | -                                                     |
| All American Bluegrass Girl                                 | - Date de publication: le 23 mai 2006 - Label: Rounder Records - Formats: CD, musique à télécharger    | 1                                                     | 43                                                    | 14                                                    |
| Good Thing Goind                                            | - Date de publication: le 8 janvier 2008 - Label: Rounder Records - Formats: CD, musique à télécharger | 1                                                     | 35                                                    | 5                                                     |
| Destination Life                                            | - Date de publication: le 16 juin 2009 - Label: Rounder Records - Formats: CD, musique à télécharger   | 2                                                     | 52                                                    | 21                                                    |
| "-" indique les publications qui n'ont pas été répertoriées | |                                                       |                                                       |                                                       |

#### Années 2010
| Titre                                                       | Détails | ’Meilleure position dans les classements au Billboard | ’Meilleure position dans les classements au Billboard | ’Meilleure position dans les classements au Billboard | ’Meilleure position dans les classements au Billboard | ’Meilleure position dans les classements au Billboard | ’Meilleure position dans les classements au Billboard | ’Meilleure position dans les classements au Billboard |
| Titre                                                       | Détails | Bluegrass                                             | Général                                               | Billboard 200                                         | Heatseeker                                            | Indie américaine                                      | Chanson chrétienne                                    | Populaire                                             |
| ----------------------------------------------------------- | --- | ----------------------------------------------------- | ----------------------------------------------------- | ----------------------------------------------------- | ----------------------------------------------------- | ----------------------------------------------------- | ----------------------------------------------------- | ----------------------------------------------------- |
| Taken                                                       | - Date de publication: le 21 septembre 2010 - Tiquette: Upper Management - Formats: CD, musique à télécharger | 1                                                     | 21                                                    | 131                                                   | 3                                                     | 19                                                    | -                                                     | -                                                     |
| Sunday Mornin' Singin'                                      | - Date de publication: le 10 juillet 2012 - Tiquette: Upper Management - Formats: CD, musique à télécharger   | 1                                                     | 37                                                    | -                                                     | dix                                                   | -                                                     | 19                                                    | 11                                                    |
| Only Me                                                     | - Date de publication: le 28 janvier 2014 - Tiquette: Upper Management - Formats: CD, musique à télécharger   | 1                                                     | 36                                                    | -                                                     | dix                                                   | -                                                     | -                                                     | -                                                     |
| "-" indique les publications qui n'ont pas été répertoriées | |                                                       |                                                       |                                                       |                                                       |                                                       |                                                       |                                                       |

### Albums collaboratif
| Titre                                            | Détails | ’Meilleure position dans les classements au Billboard | ’Meilleure position dans les classements au Billboard | Ventes       |
| Titre                                            | Détails | Bluegrass                                             | Country                                               | Ventes       |
| ------------------------------------------------ | --- | ----------------------------------------------------- | ----------------------------------------------------- | ------------ |
| Your Money and My Good Looks (avec Gene Watson ) | - Date de publication: le 7 juin 2011 - Tiquette: Upper Management - Formats: CD, musique à télécharger    | -                                                     | 56                                                    |              |
| American Grandstand(avec Daryle Singletary )     | - Date de publication: le 7 juillet 2017 - Tiquette: Upper Management - Formats: CD, musique à télécharger | 1                                                     | 45                                                    | - US: 10 900 |

### Albums de compilation
| Titre         | Détails                                                                                    |
| ------------- | ------------------------------------------------------------------------------------------ |
| My Blue Tears | - Date de publication: le 24 septembre 2002 - Label: Rebel Records - Formats: CD, cassette |

### Albums de vacances
| Titre                                                       | Détails                                                                                             | ’Meilleure position dans les classements au Billboard | ’Meilleure position dans les classements au Billboard | ’Meilleure position dans les classements au Billboard | ’Meilleure position dans les classements au Billboard | ’Meilleure position dans les classements au Billboard |
| Titre                                                       | Détails                                                                                             | Bluegrass                                             | Country                                               | Heatseeker                                            | Indie américaine                                      | Chanson chrétienne                                    |
| ----------------------------------------------------------- | --------------------------------------------------------------------------------------------------- | ----------------------------------------------------- | ----------------------------------------------------- | ----------------------------------------------------- | ----------------------------------------------------- | ----------------------------------------------------- |
| Beautiful Star : A Christmas Collection                     | - Date de sortie: 2006 - Label: Rounder Records - Formats: CD, musique à télécharger                | -                                                     | -                                                     | -                                                     | -                                                     | -                                                     |
| Christmas Time                                              | - Date de sortie: 30 octobre 2015 - Tiquette: Upper Management - Formats: CD, musique à télécharger | 2                                                     | 26                                                    | 2                                                     | 26                                                    | 21                                                    |
| "-" indique les publications qui n'ont pas été répertoriées | |                                                       |                                                       |                                                       |                                                       |                                                       |

### Singles
| Année                                                       | Single                                      | ’Meilleure position dans les classements au Billboard | Album                                          |
| Année                                                       | Single                                      | Country                                               | Album                                          |
| ----------------------------------------------------------- | ------------------------------------------- | ----------------------------------------------------- | ---------------------------------------------- |
| 1993                                                        | "I'm Not Over You"                          | -                                                     | Written in the Stars                           |
| 1994                                                        | "What Else Could I Do"                      | -                                                     | Written in the Stars                           |
| 1995                                                        | "What More Do You Want from Me"             | -                                                     | Trouble Free                                   |
| 1998                                                        | "I Sang Dixie"                              | -                                                     | Will Sing for Food : the Song of Dwight Yoakam |
| 2001                                                        | "My Sweet Love Ain't Around"                | -                                                     | The Storm Still Rages                          |
| 2001                                                        | "Don't Lie"                                 | -                                                     | The Storm Still Rages                          |
| 2002                                                        | "I'm Not Over You" (ré-enregistrement)      | -                                                     | The Storm Still Rages                          |
| 2003                                                        | "You Can't Take It With You When You Go"    | 58                                                    | One Step Ahead                                 |
| 2004                                                        | "If Heartaches Had Wings"                   | 48                                                    | One Step Ahead                                 |
| 2005                                                        | "I've Forgotten You"                        | 59                                                    | Ragin 'Live                                    |
| 2006                                                        | "Heartbreaker's Alibi" (avec Dolly Parton ) | -                                                     | All American Bluegrass Girl                    |
| 2006                                                        | "All American Bluegrass Girl"               | -                                                     | All American Bluegrass Girl                    |
| 2008                                                        | "I'm Leavin'"                               | -                                                     | Good Thing Going                               |
| 2008                                                        | "Je dois commencer quelque part"            | -                                                     | Good Thing Going                               |
| 2009                                                        | "Stop the World (And Let Me Off)"           | -                                                     | Destination Life                               |
| 2017                                                        | "One" (avec Daryle Singletary)              | -                                                     | American Grandstand                            |
| "-" indique les publications qui n'ont pas été répertoriées |                                             |                                                       |                                                |

### Autres apparitions
| Année | Chanson                                  | Album                                                               |
| ----- | ---------------------------------------- | ------------------------------------------------------------------- |
| 2009  | "Rester ensemble" (avec Gene Watson )    | Un goût de vérité                                                   |
| 2018  | " S'il vous plaît " (avec Dolly Parton ) | Restauration: réinventer les chansons d'Elton John et Bernie Taupin |

### Vidéos musicales
| Année | Vidéo                                                       | Réalisateur                       |
| ----- | ----------------------------------------------------------- | --------------------------------- |
| 1993  | "Je ne suis pas sur toi"                                    |                                   |
| 1994  | "Que puis-je faire"                                         |                                   |
| 1995  | "Que veux-tu de plus de moi"                                | R. Brad Murano / Steven T. Miller |
| 1998  | "J'ai chanté Dixie"                                         |                                   |
| 2002  | "Je ne suis pas sur toi"                                    | Warren P. Sonoda                  |
| 2003  | "Vous ne pouvez pas l'emporter avec vous quand vous partez" | Brent Hedgecock                   |
| 2003  | "Si les chagrins avaient des ailes"                         | Deaton-Flanigen Productions       |
| 2005  | "Je t'ai oublié"                                            | Brent Hedgecock                   |
| 2006  | "L'alibi du briseur de cœur"                                | Trey Fanjoy                       |
| 2008  | "Je dois commencer quelque part"                            | Dallas Henry                      |
| 2009  | "Rester ensemble"                                           | Stephen Shepherd                  |
| 2011  | "Pris"                                                      |                                   |
| 2016  | "Rêver de noël"                                             |                                   |

## Prix
Vincent et son groupe, The Rage, sont le groupe le plus récompensé de l’histoire de la musique bluegrass. À ce jour, ils ont remporté un Grammy Award, dix-neuf IBMA Awards (dont celui du meilleur artiste de l’année en 2001 et celui de la chanteuse remportée de 2000 à 2006) et quatre vingt neuf SPBGMA Awards.
| Year | Association                                                | Category                                   | Nominated Work                                              | Result          |
| ---- | ---------------------------------------------------------- | ------------------------------------------ | ----------------------------------------------------------- | --------------- |
| 1999 | International Bluegrass Music Association                  | Événement enregistré de l'année            | Clinch Mountain Country                                     | Lauréat         |
| 2000 | International Bluegrass Music Association                  | Chanteuse de l'année                       | Rhonda Vincent                                              | Lauréat         |
| 2001 | International Bluegrass Music Association                  | Chanteuse de l'année                       | Rhonda Vincent                                              | Lauréat         |
| 2001 | International Bluegrass Music Association                  | Événement enregistré de l'année            | Follow Me Back to the Fold: A Tribute to Women in Bluegrass | Lauréat         |
| 2001 | International Bluegrass Music Association                  | Artiste de l'année                         | Rhonda Vincent &amp; The Rage                               | Lauréat         |
| 2002 | International Bluegrass Music Association                  | Chanteuse de l'année                       | Rhonda Vincent                                              | Lauréat         |
| 2003 | International Bluegrass Music Association                  | Chanteuse de l'année                       | Rhonda Vincent                                              | Lauréat         |
| 2004 | International Bluegrass Music Association                  | Chanson de l'année                         | Kentucky Borderline                                         | Lauréat         |
| 2004 | International Bluegrass Music Association                  | Événement enregistré de l'année            | Livin’, Lovin’, Losin’: Songs of the Louvin Brothers        | Lauréat         |
| 2004 | International Bluegrass Music Association                  | Chanteuse de l'année                       | Rhonda Vincent                                              | Lauréat         |
| 2004 | Grammy Awards                                              | Meilleur album de bluegrass                | One Step Ahead                                              | Nomination      |
| 2005 | International Bluegrass Music Association                  | Chanteuse de l'année                       | Rhonda Vincent                                              | Lauréat         |
| 2006 | Grammy Awards                                              | Meilleur album de bluegrass                | Ragin’ Live                                                 | Nomination      |
| 2006 | International Bluegrass Music Association                  | Chanteuse de l'année                       | Rhonda Vincent                                              | Lauréat         |
| 2007 | Grammy Awards                                              | Meilleur album de bluegrass                | All American Bluegrass Girl                                 | Nomination      |
| 2007 | Grammy Awards                                              | Meilleure collaboration country avec chant | Midnight Angel (with Bobby Osborne)                         | Nomination      |
| 2010 | Society for the Preservation of Bluegrass Music of America | Artiste de l'année                         | Rhonda Vincent                                              | Lauréat         |
| 2010 | Grammy Awards                                              | Meilleur album de bluegrass                | Destination Life                                            | Nomination      |
| 2011 | Society for the Preservation of Bluegrass Music of America | Artiste de l'année                         | Rhonda Vincent                                              | Lauréat         |
| 2012 | Society for the Preservation of Bluegrass Music of America | Chanteuse actuelle de l'année              | Rhonda Vincent                                              | Lauréat         |
| 2012 | Society for the Preservation of Bluegrass Music of America | Groupe de chants de l'année                | Rhonda Vincent & The Rage                                   | Nomination      |
| 2012 | Society for the Preservation of Bluegrass Music of America | Groupe de bluegrass de l'année             | Rhonda Vincent & The Rage                                   | Nomination      |
| 2012 | Society for the Preservation of Bluegrass Music of America | Chanson de l'année                         | The Court of Love                                           | Nomination      |
| 2013 | Society for the Preservation of Bluegrass Music of America | Artiste de l'année                         | Rhonda Vincent                                              | Nomination      |
| 2013 | Society for the Preservation of Bluegrass Music of America | Chanteuse actuelle de l'année              | Rhonda Vincent                                              | Lauréat         |
| 2013 | Society for the Preservation of Bluegrass Music of America | Bluegrass Hall of Greats                   | Rhonda Vincent                                              | Lauréat         |
| 2013 | Society for the Preservation of Bluegrass Music of America | Album bluegrass de l'année                 | Sunday Morning Signin’                                      | Nomination      |
| 2013 | Society for the Preservation of Bluegrass Music of America | Groupe instrumental de l'année             | Rhonda Vincent & The Rage                                   | Nomination      |
| 2014 | Society for the Preservation of Bluegrass Music of America | Bluegrass Hall of Greats                   | Rhonda Vincent                                              | Modèle:Inducted |
| 2014 | Society for the Preservation of Bluegrass Music of America | Groupe instrumental de l'année             | Rhonda Vincent & The Rage                                   | Lauréat         |
| 2014 | Society for the Preservation of Bluegrass Music of America | Artiste de l'année                         | Rhonda Vincent                                              | Lauréat         |
| 2015 | Society for the Preservation of Bluegrass Music of America | Chanteuse actuelle de l'année              | Rhonda Vincent                                              | Lauréat         |
| 2015 | Society for the Preservation of Bluegrass Music of America | Groupe de bluegrass de l'année             | Rhonda Vincent & The Rage                                   | Lauréat         |
| 2015 | Society for the Preservation of Bluegrass Music of America | Artiste de l'année                         | Rhonda Vincent                                              | Lauréat         |
| 2015 | Grammy Awards                                              | Meilleur album de bluegrass                | Only Me                                                     | Nomination      |
| 2015 | International Bluegrass Music Association                  | Chanteuse de l'année                       | Rhonda Vincent                                              | Lauréat         |
| 2016 | Society for the Preservation of Bluegrass Music of America | Artiste de l'année                         | Rhonda Vincent                                              | Lauréat         |
| 2016 | Society for the Preservation of Bluegrass Music of America | Chanteuse de l'année                       | Rhonda Vincent                                              | Lauréat         |
| 2016 | Society for the Preservation of Bluegrass Music of America | Groupe instrumental de l'année             | Rhonda Vincent & The Rage                                   | Lauréat         |
| 2018 | Grammy Awards                                              | Meilleur album de bluegrass                | All The Rage: Volume One                                    | Lauréat         |

## Autres honneurs
- Intronisée au Missouri Walk of Fame en 2012[29]
- Obtention du Bluegrass Star Award, Inaugural Recipient le 16 octobre 2010, décerné par la Bluegrass Heritage Foundation de Dallas (Texas). Ce prix est décerné aux artistes de bluegrass qui font un travail exemplaire en faisant progresser la musique bluegrass traditionnelle et en la faisant connaître à un nouveau public tout en préservant son caractère et son patrimoine[30].
- Champion, Division des célébrités, préparation du Festival national de pain au maïs[réf. nécessaire].
- Intronisée au Missouri Music Hall of Fame en 2017